# Phyllachora sideroxylonis
Phyllachora sideroxylonis är en svampart som först beskrevs av Gonz. Frag. & Cif., och fick sitt nu gällande namn av Franz Petrak 1931. Phyllachora sideroxylonis ingår i släktet Phyllachora och familjen Phyllachoraceae.   Inga underarter finns listade i Catalogue of Life.